# Torible
Torible (llamada oficialmente Santa Mariña de Torible) es una parroquia y una aldea española del municipio de Lugo, en la provincia de Lugo, Galicia.

## Organización territorial
La parroquia está formada por una entidad de población:
- Torible

## Demografía
Gráfica demográfica de la aldea y parroquia de Torible según el INE español:
| Gráfica de evolución demográfica de Torible entre 2000 y 2020 |
|                                                               |
| Datos según el nomenclátor publicado por el INE.              |